# Chaetomium indicum
Chaetomium indicum är en svampart som beskrevs av Corda 1840. Chaetomium indicum ingår i släktet Chaetomium och familjen Chaetomiaceae.  Arten är reproducerande i Sverige. Inga underarter finns listade i Catalogue of Life.